# 뉴저지 트랜싯
뉴저지 트랜싯(영어: NJ Transit)은 미국 뉴저지주를 중심으로 한 지역(뉴저지 주를 포함한 맨해튼, 오렌지군, 로클랜드 군, 필라델피아 군)에서 노선 버스 및 통근 철도 같은 대중 교통을 운영하는 공영 회사이다. 약칭은 NJ 트랜짓, NJT이다.
경전철 3개 노선과 통근열차 12개 노선을 운영하고 있으며, 총 노선길이는 1,480Km(통근열차 노선), 187Km(경전철 노선)에 달한다. 통근자를 위한 버스 노선 (10,146Km)도 운행하고 있다.

## 통근철도 노선 (Commuter Train)
통근철도는 총 12개 노선이 있으며 다음과 같다.

### 뉴어크 디비전 (Newark Division)

#### 애틀랜틱 시티 선(Atlantic City Line)
- 전구간 비전철화 및 단선 구간
- 필라델피아에서 뉴저지 주의 해안 관광도시인 애틀랜틱 시티}(Atlantic City)까지 운행. 운행구간이 다른 노선과 완전히 분리된 구간이니만큼 세코커스 정션 역에서 환승할 수가 없음. 전구간 단선에 비전철화로 디젤 기동차 또는 디젤 기관차 견인 여객열차가 운행된다.
- 2012년 개통된 Pennsauken Transit Center 역에서 경전철 리버 라인과 환승할 수 있어 형식상 자사 노선과 연결은 되었다.
애틀랜틱 시티 선 시간표
자세한 철도 일정은 공식홈페이지NJTRANSIT.COM에서 확인 바랍니다.

#### 동북간선(Northeast Corridor Line, NEC)
- 전구간 전철화
암트랙 동북 간선을 포화시킨 주범
- 암트랙의 노스이스트 코리더(NEC) 와 선로공유를 해서 뉴욕펜역부터 뉴저지 주도 트렌턴(Trenton)까지 간다. 주요 경유지는 뉴욕펜역, 세코커스 정션역, 뉴어크펜역, 뉴어크 공항([EWR]), 라웨이(Rahway), 메트로파크(Metropark), 뉴브런즈윅(New Brunswick), 프린스턴 정션([Princeton Junction])이다. NJT 전체 노선 중 열차 운행편수가 제일 많고 이용객 수도 최다. 주중이나 주말이나 운행편수에 차이는 거의 없으며 이로 인해서 NEC가 과밀상태가 되었다. 기본적으로 같은 구간의 Northeast Regional보다 정차역이 더 많으며 그만큼 운임도 싸다. 종점인 트렌턴에서 경전철 리버라인(River Line)과 간접환승으로 연계가 된다. 역 광장 앞에 붙어있어 환승 거리는 가까운 편. 39xx 급행열차들은 프린스턴 정션부터 무정차로 뉴어크 펜역까지 간다. 라웨이(Rahway)역에서 북저지 해안선(North Jersey Coast Line)이 분기된다.
동북간선 시간표

#### 프린스턴 딩키(Princeton Dinky)
- 프린스턴 정션 (Princeton Junction)에서 프린스턴 역(Princeton)까지 운행 하는 셔틀열차. 프린스턴 역에 내리면 이승만 대통령이 박사학위 받았다는 프린스턴 대학교에 닿을 수 있다.

#### 북저지 해안선 (North Jersey Coast Line)
- Rahway-Long Branch 전철화, Long Branch 이남은 비전철화
- 라웨이(Rahway) 역에서 분기되어 뉴저지 해안을 따라서 다니는 노선. 해안노선인만큼 경치도 좋고, 해수욕장도 많아서 피서철에는 해수욕장으로 가는 손님들이 많다. 하지만 통근노선으로서는 좀 압박스러운 배차간격을 보여주고 있다. 1933년 South Amboy까지 전철화가 됐고, 1980년 Aberdeen-Matawan, 그리고 1988년에는 Long Branch 역까지 전철화가 되었다. 펜역에서 오는 열차들은 Long Branch까지 운행하고 그 후로는 건너편에 있는 (Long Branch 역은 섬식이다) 셔틀열차로 간다. 하지만 평일 러시아워때는 이 노선의 종점인 Bay Head(비전철화 구간)에서 호버큰 역까지 직통으로 운행하는 열차편도 있다.
- 비전철 구간과 전철 구간 모두 운행할 수 있는 ALP-45DP 기관차 도입후 뉴욕펜스테이션에서 Bey Head까지 직통으로 운행하는 열차편도 편성되었다.
북저지 해안선 시간표

#### 래리탄 벨리 노선 (Raritan Valley Line)
- 비전철화 노선
- 원래는 뉴저지 중부 철도회사 (Central Railroad of New Jersey) 노선이여서 종착역이 뉴어크 펜역이 아니라 져지 시티(Jersey City)에 있는 Communipaw Terminal이었다. 하지만 원 소유주 노선이 파산하고 콘레일(Conrail)에 합병되면서 완전 막장상태가 된다. 1980년대 NJ Transit 에서는 승객들의 편의를 위해서 Cranford 역에서 뉴어크 펜역까지 노선을 이설해서 운행한다. 이노선은 배차시격이 안습인걸로 유명한데 이유는 운행 선로에 뉴어크로 가는 화물열차들이 시도때도 없이 다녀서 빡센 다이어그램 사이를 비집고 다니기 때문. 게다가 허드슨 강 하저터널에 열린 헬게이트 + 디젤기관차의 하저터널 운행 불가 문제로 인해서 이 노선은 뉴어크 펜역이 시종착역이다…
- ALP-45DP 전기-디젤 기관차 도입후 평일 낮시간/밤시간 (출퇴근시간에는 기존 영업차량 스케줄을 변경 할 수가 없어서) 전용으로 뉴욕 펜역까지 직통운행하는 열차가 생겼다.
래리탄 벨리 시간표

### 호보컨 디비전 (Hoboken Division)

#### 몬트클레어-분턴 선(Montclair-Boonton Line)
- Newark Broad St.-Great Notch까지 전철화, 이후 Denville 까지는 비전철화
- NJT의 통근노선 중에서 주중과 주말편차가 제일 큰 노선. 다른 노선들은 주말에도 거의 전구간 운행하지만 이 노선만큼은 주중과 주말의 운행구간과 편수의 차이가 심하다. 뉴욕 펜역 또는 호보켄 터미널에서 출발하여 뉴어크 브로드가 역(Newark Broad Street), 베이 가 역(Bay Street), 몬트클레어 주립대 역(Montclair State University), 분통 역(Boonton), 도버 역(Dover)을 거쳐 하케츠타운(Hackettstown)까지 운행한다. 덴빌(Denville)부터 하케츠타운까지는 모리스타운선(Morristown Line)과 선로를 공유하며 뉴어크 브로드 스트리트~호보켄/뉴욕 펜역 구간 역시 모리스타운선과 공유한다.
- 원래 몬트클레어 주립대역은 없었고 그 위로 약간 더 간 지점에 그레이트 노치 역(Great Notch)이 있었으나 2004년 몬트클레어 주립대 역과 환승주차장이 오픈한 이후 승객들이 다 신설역으로 몰려가면서 결국 그레이트 노치역은 2010년에 폐역됨. 원래는 몬트클레어 노선은 Bay Street 역까지만 운행했고 지금은 일부 폐선된 분턴 노선이 있었는데 2002년 Montclair Connection 이 완공된뒤 몬트클레어 노선과 분턴 노선이 통합됐다. 노선이 통합된뒤 몬트클레어 주립대 역까지 전철화가 됐다.
몬트클레어-분턴 시간표

#### 모리스타운 선(Morristown Line)
- Hoboken-Summit-Denvile-Dover 전철화, Dover 이후는 비전철화 노선
- 앞의 몬트클레어 선과 기종점은 완전 똑같으나 중간 경유지의 차이가 있다. 뉴욕 펜역부터 서밋(Summit)까지는 밑의 글래드스톤 지선(Gladstone Branch)와 운행구간이 같으며 서밋에서 모리스타운을 거쳐 덴빌에서 앞의 몬트클레어 선과 다시 만난 후 하케츠타운까지 같이 간다. 전철화는 도버까지만 되어 있으며 주말열차도 도버에서 끊는다.

#### 글래드스톤 지선(Gladstone Branch)
- 모리스타운 선의 지선역할을 한다. 서밋부터 계속 서쪽으로 들어가서 글래드스톤까지 운행한다. 주중에는 뉴욕 직통운행도 하지만 주말에는 철저히 서밋-글래드스톤 셔틀열차만 굴러다닌다. 특이하게도 전구간 전철화가 되어있다.
모리스타운-글래드스톤 시간표

#### 버겐 카운티 선 & 메인 선(Bergen County & Main Line)
- 전구간 비전철화
- 이 노선은 뉴욕 주의 서펀(Suffern)에서 뉴저지의 호보켄(Hoboken Terminal)까지 운행하며, 두 노선의 차이는 중간 경유지의 차이다. 앞의 노선은 Plauderville을 거치고 해켄색 강(Hackensack River)과 퍼새익 강(Passaic River)을 넘지 않지만 뒤의 노선은 넘는다. 또한 Passaic을 경유한다. 서펀(Suffern)부터 리지우드(Ridgewood)까지와 세코커스 정션(Secaucus Junction)부터 호보켄(Hoboken Terminal)까지는 두 노선이 같지만 리지우드부터 세코커스 정션까지의 경유지에서 차이가 난다.
버켄 카운티 & 메인 선 시간표

#### 포트 저비스 선(Port Jervis Line)
- 사실 이 앞의 두 노선보다 더 긴 노선. MTA Metro-North와 NJT가 공동으로 운영한다. 서펀부터 뉴욕주 저 깊숙한 곳에 있는 포트 저비스까지 운행한다. 통근열차 노선 치고는 상당히 긴 95마일(153Km) 가량의 길이로도 악명이 높다. 편도로 포트 저비스에서 호보켄까지 올 경우 최소 2시간은 잡아야 한다.

#### 패스캑 밸리 노선 (Pascack Valley Line)
- 비전철화 노선
- 이노선은 배차지간이 정말로 안습이다. 문제는 노선이 대부분 단선이라서 열차를 증편하게에는 너무 선로사정이 빡세다. 그래서 이 연선 주민들은 허드슨 강에 놓여있는 타판 지 다리(Tappan Zee Bridge)를 건너서 뉴욕주 태리타운(Tarrytown)으로 가서 거기서 MTA 전철을 이용해 뉴욕시내로 진입하기도 한다.
패스캑 벨리 시간표

#### 메도우랜드 스타디움 서비스 (Stadium Service)
- 세코커스 정션 역에서 메도우랜드 스타디움까지 운행 하는 셔틀버스열차
- NFL 미식축구 시즌 동안 (8월 ~ 1월) 뉴욕 연고지 팀인 뉴욕 자이언츠와 뉴욕 제츠 경기를 위해 운행한다.
- 그외 대형 이벤트가 연중 내내 열리고 이벤트 시간에 맞춰서 특별 서비스를 운행한다.

## 경전철 노선 (Light Rail)

### 뉴어크 경전철 (Newark Light Rail)
- 원래 뉴어크시에 있었던 운하 노반에 경전철을 건설했다. 뉴어크 펜역에서 블룸필드(Bloomfield)까지 운행하는 노선이다.
- 이후 2006년 뉴어크 펜역에서 뉴어크 브로드 스트리트역을 이어주는 노선이 완공되었다.

### 허드슨-버겐 경전철 (Hudson-Bergen Light Rail)
- 1990년대 초, 허드슨 카운티를 활성화 시킬 조건으로 원래 있던 화물노선과 운행 중지된 노선에 전철화공사를 해서 경전철 노선으로 바꿨다. 리버티 스테이트 파크(Liberty State Park) 역에서 베이욘 8가 구간은 옛 중부 뉴저지 철도 회사 구간이다.
- 현재 베이욘 이스트 8가(East 8th Street), 웨스트 사이드 에비뉴 (West Side Ave)에서 호버큰 터미널, 토넬 에비뉴 (Tonnelle Ave) 사이를 운행중이다.
- 이노선의 이름이 허드슨 버겐 경전철이지만 실은 버겐 카운티를 전혀 지나지 않아서 버겐 카운티 주민들의 원성을 사고 있음. 현재 노선 확장 계획을 추진중이다.

### 리버 라인 (River Line)
- 화물 노선을 활용하여 건설된 경전철로 뉴저지 남부 지역의 교통 편의를 위해 신설되었다.

## 버스 노선 (Bus Line)
미국 최대의 공공교통 기관 아닐까봐 버스노선들도 정말로 많다. 평일 출퇴근 시간에 링컨 터널을 지나가면 정말로 헬게이트가 펼쳐진 광경이 보일 것이다. 정말 거짓말 안하고 출퇴근시간 동안은 NJT 버스들 때문에 링컨 터널에 헬게이트가 열린다. 문제는 링컨 터널이 왕복 3차선이라는 것!
대부분의 노선이 뉴저지 북부, 뉴어크, 필라델피아 그리고 중소도시들을 거미줄처럼 이어준다. 하지만 배차시간의 압박이 느껴지는게 문제…실은 미국 공공교통이 대부분 이러지만 그리고 중부 뉴저지나 일부 지역은 아에 버스노선이 없다…(대부분이 시골이지만…) 그래도 뉴저지주에서는 없어서는 안될 기관이다.
1-99: 뉴워크, 져지 시티(Jersey City), 호버큰(Hoboken) 지역 노선[26]
101-199: 뉴욕 포스 오소리티 버스 터미널 (Port Authority Bus Terminal)에서 뉴저지 북부, 중부를 이어주는 노선. 일부 버스는 조지 워싱턴 대교 버스 터미널에서 출발한다
200-299: 노선이 없다.
300-399: 임시 노선 (예를 들어 뉴욕-애틀랜틱 시티. 대부분 일정 시기만 운행한다. 다만 식스플래그 놀이공원 연계버스는 정기 운행인듯.)
- 319번 뉴욕 - 애틀랜틱 시티
400-599: 남부 뉴저지 노선
600-699: 머서 카운티 노선(Mercer County)
700-799: 북부 뉴저지 완행 노선

## 철도 차량

### 객차
| 모델                 | 사진 | 번호                                                                             | 도입                  | 재건                               | 비고                             |
| -------------------- | ---- | -------------------------------------------------------------------------------- | --------------------- | ---------------------------------- | -------------------------------- |
| GE 애로우 III        |      | 1304 ~ 1333 (싱글) 1334 ~ 1533 (페어스)                                          | 1977년부터 1978년까지 | 1989년부터 1995년까지              | DC 트랙션에서 AC 트랙션으로 변경 |
| 봄바디어 코멧 II     |      | 5300 ~ 5459                                                                      | 1982년부터 1983년까지 | 1999년부터 2002년까지 (AAI/알스톤) |                                  |
| 봄바디어 코멧 IV     |      | 5011 ~ 5031 (Cab 차) 5235 ~ 5264 (화장실 객차) 5535 ~ 5582 (객차)                | 1996년                | 1996년                             |                                  |
| 알스톰 코멧 V        |      | 6000 ~ 6083 (Cab 차) 6200 ~ 6213 (화장실 객차) 6500 ~ 6601 (객차)                | 2002년부터 2004년까지 | 2002년부터 2004년까지              |                                  |
| 알스톰 코멧 V        |      | MNCW 6700 ~ 6714 (Cab 차) MNCW 6750 ~ 6754 (화장실 객차) MNCW 6755 ~ 6799 (객차) | 2002년부터 2004년까지 | 2002년부터 2004년까지              |                                  |
| 봄바디어 멀티레벨 I  |      | 7000 ~ 7051 (Cab 차) 7200 ~ 7298 (화장실 객차) 7500 ~ 7677 (객차)                | 2006년부터 2010년까지 | 2006년부터 2010년까지              |                                  |
| 봄바디어 멀티레벨 II |      | 7052 ~ 7061 (Cab 차) 7678 ~ 7767 (객차)                                          | 2012년부터 2013년까지 | 2012년부터 2013년까지              |                                  |

### 기관차
| 제조                    | 사진 | 번호                            | 도입                  | 인수                                       | 구동방식                | 출력                                                                            | 비고 |
| ----------------------- | ---- | ------------------------------- | --------------------- | ------------------------------------------ | ----------------------- | ------------------------------------------------------------------------------- | ---- |
| 봄바디어 ALP-46         |      | 4600 ~ 4628                     | 2001년부터 2002년까지 | 2001년부터 2002년까지                      | 전기                    | 7,100 hp (5,294 kW)                                                             |      |
| 봄바디어 ALP-46A        |      | 4629 ~ 4664                     | 2010년부터 2011년까지 | 2010년부터 2011년까지                      | 전기                    | 7,500 hp (5,593 kW)                                                             |      |
| 봄바디어 ALP-45DP       |      | 4500 ~ 4534                     | 2011년부터 2012년까지 | 2011년부터 2012년까지                      | 동기운전 (디젤 및 전기) | 전기 모드 5,365 hp (4,001 kW) 디젤 모드 4,200 hp (3,132 kW) 3,000 hp (2,237 kW) |      |
| 알스톰 PL42AC           |      | 4000 ~ 4032                     | 2005년부터 2006년까지 | 2005년부터 2006년까지                      | 디젤                    | 4,200 hp (3,132 kW) 3,680 hp (2,744 kW)                                         |      |
| EMD GP40PH-2-O          |      | 4100 ~ 4102 4105 4107 ~ 4112    | 1968년                | 1983년                                     | 디젤                    | 3,000 hp (2,237 kW)                                                             |      |
| EMD GP40FH-2/GP40FH-2M  |      | 4135 ~ 4144 MNCW 4900 ~ 4905    | 1966년부터 1970년까지 | 1987년부터 1990년까지                      | 디젤                    | 3,000 hp (2,237 kW)                                                             |      |
| EMD GP40PH-2A           |      | 4145 ~ 4147 4149 4150 MNCW 4906 | 1967년부터 1970년까지 | 1992년부터 1993년까지                      | 디젤                    | 3,000 hp (2,237 kW)                                                             |      |
| EMD GP40PH-2B           |      | 4200 ~ 4219                     | 1965년부터 1969년까지 | 1993년부터 1994년까지                      | 디젤                    | 3,000 hp (2,237 kW)                                                             |      |
| MPI F40PH-2C            |      | MNCW 4907 ~ 4914                | 1979년부터 1981년까지 | 2012년에 모티브 파워 인더스토리얼에서 제조 | 디젤                    | 3,000 hp (2,237 kW)                                                             |      |
| GE 트랜스포테이션 P40DC |      | 4800 ~ 4803                     | 1993년                | 2007년                                     | 디젤-전기               | 4,250 hp (3,169 kW) 3,875 hp (2,890 kW)                                         |      |

### 기타 차량
| 모델               | 번호                | 도입   | 비고 |
| ------------------ | ------------------- | ------ | ---- |
| 모티브파워 MP20B-3 | NJTR1001 ~ NJTR1005 | 2008년 |      |

## 같이 보기
- 에어트레인 뉴어크
- 메트로폴리탄 트랜스포테이션 오소리티